# José Vicente García Acosta

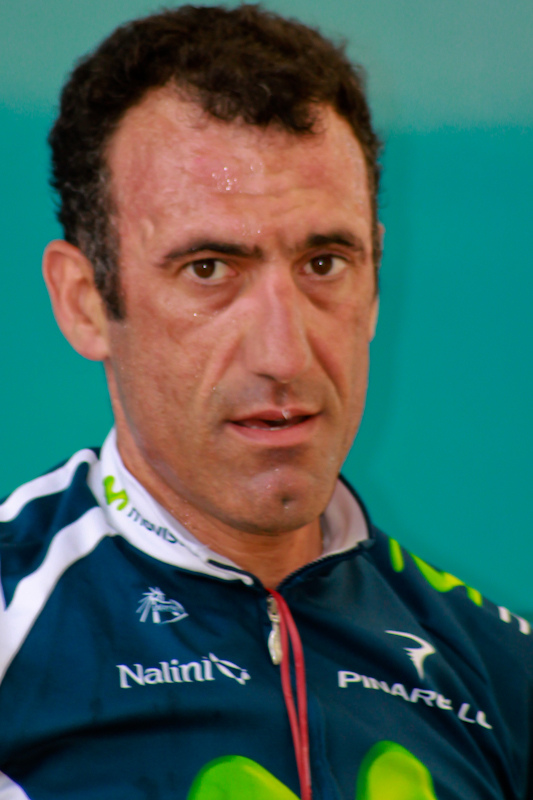
García bei der Tour de Romandie 2011

José Vicente García Acosta (* 4. August 1972 in Tafalla) ist ein ehemaliger spanischer Radrennfahrer.

## Karriere
García Acosta begann seine Profikarriere 1995 bei dem spanischen Radsportteam Banesto und blieb bei diesem Team, das mehrfach den Namen wechselte und 2013 Movistar Team hieß, bis zum Ende seiner aktiven Radsportlaufbahn. Seinen ersten großen Profisieg feierte er bei der Vuelta a España 1997 mit einem Etappensieg. 1998 konnte er zusammen mit Abraham Olano den Grand Prix Eddy Merckx gewinnen, ein Paarzeitfahren.
Sein größter Erfolg gelang García bei der Tour de France 2000 mit dem Gewinn der zwölften Etappe. Bei insgesamt zwölf Teilnahmen gelang ihm 2004 ein zweiter Etappenplatz hinter Juan Miguel Mercado. In den folgenden Jahren konnte er noch eine Etappe der Burgos-Rundfahrt und eine der Vuelta a Castilla y León gewinnen.
Ende der Saison 2011 beendete er seine Karriere als Berufsradfahrer und wurde 2012 Sportlicher Leiter beim Team Movistar aktiv, auf dessen Website er vorgestellt wird mit den Worten „Un gregario de lujo, ahora al volante“ (dt.: „Ein Edelhelfer, heute am Steuer“).

## Palmarès
1997
- eine Etappe Vuelta a España

1998
- Grand Prix Eddy Merckx (mit Abraham Olano)

2000
- eine Etappe Tour de France

2002
- eine Etappe Vuelta a España

2003
- eine Etappe Burgos-Rundfahrt

2006
- eine Etappe Vuelta a Castilla y León

2011
- Mannschaftszeitfahren Burgos-Rundfahrt

## Grand-Tour-Platzierungen
| Grand Tour            | 1997 | 1998 | 1999 | 2000 | 2001 | 2002 | 2003 | 2004 | 2005 | 2006 | 2007 | 2008 | 2009 | 2010 | 2011 |
| --------------------- | ---- | ---- | ---- | ---- | ---- | ---- | ---- | ---- | ---- | ---- | ---- | ---- | ---- | ---- | ---- |
| Giro d’ItaliaGiro     | –    | –    | –    | –    | –    | –    | –    | –    | –    | –    | –    | –    | –    | –    | –    |
| Tour de FranceTour    | DNF  | DNF  | 68   | DNF  | –    | 122  | 125  | 86   | 148  | 115  | 91   | 141  | –    | –    | –    |
| Vuelta a EspañaVuelta | 62   | 48   | 53   | 63   | 111  | 75   | 108  | 106  | 71   | 104  | 124  | 119  | 137  | 115  | DNF  |